# Lago de Chalco
El lago de Chalco es un cuerpo de agua que forma parte de la cuenca lacustre de México. Este cuerpo de agua fue muy importante para el desarrollo de la cultura del altiplano mexicano. El lago de Chalco fue una estructura hidrológica de agua dulce. Junto con los otros grandes lagos mexicanos como los lagos salados de Texcoco, Zumpango y Xaltocan y los de agua dulce de Xochimilco formaron la antigua Cuenca de México, que fue el sitio de establecimiento de muchas culturas de Mesoamérica, por ejemplo los aztecas, toltecas, chalcas, xochimilcas, texcocanos, etc. 
El límite poniente del lago de Chalco era la isla de Cuitlahuac (hoy Tláhuac). Al poniente de esta isla comenzaba el lago de Xochimilco. Durante la época de la colonia española  se comenzaron y consolidaron los intentos por desecar el lago debido al problema constante de las inundaciones. Ahora el lago está prácticamente desecado. La única porción del lago que continúa inundada son los humedales de Tláhuac. 
En el vaso de secado del lago creció en la década de 1980 la ciudad de Chalco, que finalmente quedó integrada en la mancha urbana de México. Posteriormente, las colonias que nacieron en esa región conformaron el municipio de Valle de Chalco Solidaridad, independiente de Chalco.  en donde se desemboca.